# Психотрия зелёная
Psychotria viridis (лат.) — растение рода Психотрия (Psychotria), семейства Мареновые (Rubiaceae). Имеет много местных наименований, включая чакруна и чакрона (от кечуа chaqruy — смешивать).
Является близким родственником эквадорского Psychotria carthagenensis Jacq., известного как «самирука», или «амирука». 
В некоторых районах Эквадора термин «чакруна» используется для обозначения чалипонги (Diplopterys cabrerana), чаще, чем для Psychotria viridis.

## Описание

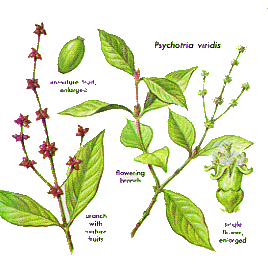

Представляет собой многолетний кустарник, достигающий 5 м в высоту и 2 в ширину.

## Культивация
USDA-зона: 10 или выше.
Легко культивируется черенками. Одиночного листа (или даже части листа), слегка покрытого почвой, может быть достаточно для черенкования.
Очень плохо произрастает из семян. Всхожесть может быть ниже 1 %.

## Использование

### Медицинское
Индейское племя мачигуенгас в Перу используют сок листьев как глазные капли против головной боли.

## Алкалоиды
Высушенные части растения содержит около 0.10—0.66 % алкалоидов. Около 99 % из них — это диметилтриптамин (DMT). Также были обнаружены такие алкалоиды, как β-Карболин и N-метилтриптамин. Выше всего содержание алкалоидов у растения с утра.